# Leo Trümpelmann
Leo Alexander Trümpelmann (* 1. September 1931 in Leipzig; † 15. August 1989 in München) war ein deutscher vorderasiatischer Archäologe.

## Leben
Leo Trümpelmann besuchte von 1942 bis 1949 die Thomasschule zu Leipzig und studierte ab 1952 Klassische Archäologie an der Universität Münster. 1959 wurde er bei Max Wegner mit einer Dissertation über das Wüstenschloss Mschatta zum Dr. phil. promoviert. Für das Jahr 1960/61 erhielt er das Reisestipendium des Deutschen Archäologischen Instituts. Anschließend arbeitete er vom 1. Oktober 1961 bis zum 30. September 1965 als Referent an der neu gegründeten Außenstelle Teheran des Deutschen Archäologischen Instituts.
Nach seiner Rückkehr nach Deutschland arbeitete Trümpelmann als Assistent am Institut für Vorderasiatische Altertumskunde der Freien Universität Berlin, am Lehrstuhl von Anton Moortgat, den 1967 Barthel Hrouda übernahm. Ihm folgte Trümpelmann 1969 an die Ludwig-Maximilians-Universität München, wo er sich 1974 mit einer Studie über Altorientalische Jagddarstellungen habilitierte und am 16. Mai 1974 zum außerplanmäßigen Professor für Vorderasiatische Archäologie ernannt wurde.
Trümpelmanns wissenschaftliches Werk umfasst Studien zu parthischen und sasanidischen Felsreliefs, Gräbern späterer Zeit im Iran und Terrakotta aus Babylon. In den späten 1970er und frühen 1980er Jahren leitete er die Ausgrabungen in Tell Abqaʿ im Hamrin-Gebirge, die durch den Ausbruch des Ersten Golfkriegs den Charakter von Notgrabungen annahmen.

## Schriften (Auswahl)
- Mschatta. Ein Beitrag zur Bestimmung des Kunstkreises, zur Datierung und zum Stil der Ornamentik. Tübingen 1962 (= Aparchai. Band 5); zugleich Dissertation, Universität Münster 1959.
- Das sasanidische Felsrelief von Sar Mašhad. Berlin 1975 (= Iranische Denkmäler. Lieferung 5, Reihe 2: Iranische Felsreliefs A).[1]
- Das sasanidische Felsrelief von Dārāb. Berlin 1975 (= Iranische Denkmäler. Lieferung 6, Reihe 2, Iranische Felsreliefs B).
- Triumph über Julian Apostata. In: Jahrbuch für Numismatik und Geldgeschichte. Band 25, 1975, S. 107–111.
- mit Wolfgang Balzer: Der deutschsprachige Beitrag zur archäologischen und kunstgeschichtlichen Erforschung Irans. Band 1: Eine Bibliographie (bis 1945). Türkenfeld 1977.
- Die Sasaniden. In: H. Roth (Hrsg.): Kunst der Völkerwanderungszeit (= Propyläen Kunstgeschichte. Supplementband 4). Frankfurt am Main u. a. 1979, S. 107–120.
- Persepolis. Ein Weltwunder der Antike. Mainz 1988 (Archäologie des Achämenidenreiches. Band 1), ISBN 978-3-8053-1016-1
- Zwischen Persepolis und Firuzabad. Gräber, Paläste und Felsreliefs im alten Persien. Hrsg. von Manijeh Abkaʿi-Khavari und Dietrich Berndt. Mainz 1992 (= Zaberns Bildbände zur Archäologie. Band 1), ISBN 978-3-8053-1414-5. Auch in: Antike Welt. Band 22, 1991, S. 63–71.